# Янолін
Янолін (пол. Janolin) — село в Польщі, у гміні Рава-Мазовецька Равського повіту Лодзинського воєводства.
Населення — 147 осіб (2011).
У 1975-1998 роках село належало до Скерневицького воєводства.

## Демографія
Демографічна структура станом на 31 березня 2011 року:
|          | Загалом | Допрацездатний вік | Працездатний вік | Постпрацездатний вік |
| -------- | ------- | ------------------ | ---------------- | -------------------- |
| Чоловіки | 73      | 16                 | 48               | 9                    |
| Жінки    | 74      | 11                 | 42               | 21                   |
| Разом    | 147     | 27                 | 90               | 30                   |